# Кубок России по биатлону 2018/2019
Кубок России по биатлону 2018/19 начался 6 декабря 2018 года и завершился 31 марта 2019 года в Тюмени гонками в рамках чемпионата страны. В статье указаны результаты кубковых гонок, не являющихся частью чемпионата России.
С 9 по 12 февраля должен был пройти 5-й этап в Новосибирске, однако он был полностью отменён из-за низких температур.
У мужчин второй раз в карьере Кубок России завоевал представитель Новосибирской области Максим Буртасов. Среди женщин победу в общем зачёте одержала Тамара Воронина из Свердловской области.

## Результаты соревнований

### 1-й этап —Тюмень/Ханты-Мансийск(6 — 9 декабря 2018 года)
| Гонка                                                                              | Женщины | Мужчины |
| Спринт 1. 6 декабря 2018 Женщины: 7,5 км 2. 6 декабря 2018 Мужчины: 10 км          | 1. Кристина Резцова 22:00.0 (0+1) 2. Елизавета Каплина +11.1 (0+0) 3. Анастасия Евсюнина +24.3 (0+0) 4. Ольга Дмитриева +41.9 (2) 5. Тамара Воронина +49.6 (1) 6. Елена Чиркова +58.2 (1) Финишный протокол | 1. / Сергей Максимцов 25:56.2 (0+0) 2. Владимир Семаков +8.2 (0+0) 3. Никита Поршнев +16.4 (0+0) 4. Семён Сучилов +27.0 (2) 5. Максим Буртасов +36.3 (1) 6. Вадим Филимонов +41.2 (1) Финишный протокол |
| Мегамасс-старт 1. 7 декабря 2018 Женщины: 12,5 км 2. 7 декабря 2018 Мужчины: 15 км | 1. Тамара Воронина 37:43.5 (0+0+0+0) 2. Людмила Улыбина +15.1 (0+0+0+0) 3. Елизавета Каплина +27.0 (0+0+1+0) 4. Полина Печёнкина +37.7 (0) 5. Кристина Резцова +54.4 (5) 6. / Юлия Дроздова +58.2 (2) Финишный протокол | 1. Семён Сучилов 42:04.8 (1+0+1+1) 2. Алексей Корнев +1.4 (0+0+0+0) 3. Дмитрий Иванов +2.0 (0+0+0+1) 4. Антон Свотин +4.3 (0) 5. Максим Буртасов +26.2 (2) 6. Павел Магазеев +30.8 (3) Финишный протокол |
| Эстафета 1. 9 декабря 2018 Женщины: 4x6 км 2. 9 декабря 2018 Мужчины: 4x7,5 км     | 1. Красноярский край 1:20:20.7 (0+11) (Светлана Бочкарёва, Диана Якимец, Елена Чиркова, Екатерина Щепанская) 2. Санкт-Петербург +3:44.8 (0+11) (Карина Талменева, Арина Овчинникова, Полина Печёнкина, Анна Рыжкова) 3. ХМАО-Югра +6:19.4 (5+6) (Елизавета Каплина, Людмила Улыбина, Кристина Смирнова, Кристина Резцова) Финишный протокол | 1. Новосибирская область 1:24:03.4 (1+10) (Григорий Чубин, Сергей Максимцов, Сергей Заозёров, Максим Буртасов) 2. / Приволжский ФО +0.6 (1+8) (Иван Галушкин, Вячеслав Акимов, Роман Сурнев, Евгений Шамеев) 3. ХМАО-Югра +19.5 (2+8) (Дмитрий Иванов, Алексей Корнев, Иван Томилов, Вадим Филимонов) Финишный протокол |

### 2-й этап —Чайковский/Уват(13 — 16 декабря 2018 года)
| Гонка                                                                                    | Женщины | Мужчины |
| Индивидуальная гонка 1. 13 декабря 2018 Женщины: 15 км 2. 13 декабря 2018 Мужчины: 20 км | 1. Кристина Резцова 49:04.1 (0+1+0+0) 2. Тамара Воронина +44.6 (0+1+0+0) 3. Наталья Ушкина +2:37.3 (0+2+0+0) 4. Елизавета Каплина +2:39.8 (2) 5. Кристина Смирнова +4:26.8 (4) 6. Диана Якимец +4:35.1 (4) Финишный протокол | 1. Дмитрий Иванов 55:12.0 (0+1+0+0) 2. Алексей Петров +45.2 (0+0+0+1) 3. Тимур Махамбетов +55.2 (0+0+0+0) 4. Антон Свотин +1:08.8 (1) 5. Вадим Филимонов +1:21.7 (2) 6. Кирилл Стрельцов +1:32.2 (2) Финишный протокол                                                                                               |
| Спринт 1. 15 декабря 2018 Женщины: 7,5 км 2. 15 декабря 2018 Мужчины: 10 км              | 1. Тамара Воронина 22:13.3 (0+0) 2. / Юлия Дроздова +13.9 (0+0) 3. Кристина Резцова +33.0 (1+1) 4. Ольга Дмитриева +59.8 (3) 5. Анастасия Евсюнина +1:02.2 (1) 6. Кристина Смирнова +1:05.5 (2) Финишный протокол | 1. Иван Томилов 25:15.4 (0+0) 2. Виктор Плицев +33.0 (0+0) 3. Алексей Корнев +34.3 (1+0) 4. Евгений Боярских +34.8 (1) 5. Дмитрий Абашев +37.4 (1) 6. / Григорий Чубин +45.7 (1) Финишный протокол |
| Эстафета 1. 16 декабря 2018 Женщины: 4x6 км 2. 16 декабря 2018 Мужчины: 4x7,5 км         | 1. ХМАО-Югра 1:16:56.3 (0+15) (Елизавета Каплина, Людмила Улыбина, Кристина Смирнова, Кристина Резцова) 2. Красноярский край +18.0 (1+9) (Светлана Бочкарёва, Диана Якимец, Елена Чиркова, Екатерина Щепанская) 3. / Приволжский ФО-2 +1:28.7 (1+14) (Ольга Дмитриева, Наталья Ушкина, Надежда Дубова, Юлия Дроздова) Финишный протокол | 1. ХМАО-Югра-2 1:20:20.0 (0+2) (Дмитрий Иванов, Алексей Корнев, Евгений Боярских, Вадим Филимонов) 2. ХМАО-Югра-1 +23.5 (0+7) (Алексей Волков, Никита Поршнев, Иван Томилов, Семён Сучилов) 3. Башкортостан +3:05.2 (0+7) (Валентин Михайлов, Александр Бабчин, Эдуард Мустафин, Александр Жирный) Финишный протокол |

### 3-й этап —Ижевск— «Ижевская винтовка» (26 — 29 декабря 2018 года)
| Гонка                                                                       | Женщины | Мужчины |
| Спринт 1. 28 декабря 2018 Женщины: 7,5 км 2. 26 декабря 2018 Мужчины: 10 км | 1. Елизавета Каплина 24:29.4 (0+0) 2. Маргарита Васильева +2.7 (0+1) 3. Светлана Миронова +22.6 (2+0) 4. Наталья Гербулова +31.6 (2) 5. Лариса Куклина +31.8 (1) 6. Анна Никулина +35.0 (1) Финишный протокол   | 1. Алексей Слепов 27:38.8 (0+0) 2. Павел Магазеев +13.3 (1+0) 3. / Максим Цветков +13.7 (0+0) 4. Василий Томшин +18.1 (0) 5. Алексей Корнев +24.4 (0) 6. Семён Сучилов +29.8 (2) Финишный протокол |
| Спринт 1. 29 декабря 2018 Женщины: 7,5 км 2. 27 декабря 2018 Мужчины: 10 км | 1. Светлана Миронова 22:57.4 (1+0) 2. Лариса Куклина +8.4 (0+0) 3. Наталья Гербулова +26.5 (0+1) =4. Тамара Воронина +42.6 (1) =4. Ирина Казакевич +42.6 (1) 6. Кристина Смирнова +1:02.8 (2) Финишный протокол | 1. Вадим Филимонов 29:56.4 (0+1) 2. / Максим Цветков +1.1 (0+1) 3. Иван Томилов +21.1 (0+1) 4. Павел Магазеев +22.0 (2) 5. Эдуард Латыпов +29.2 (2) 6. Максим Буртасов +32.4 (1) Финишный протокол |

### 4-й этап —Красноярск(30 января 2019 года)
На 3 февраля были запланированы индивидуальные гонки, но из-за мороза они не состоялись.
| Гонка                                                                     | Женщины | Мужчины |
| Спринт 1. 30 января 2019 Женщины: 7,5 км 2. 30 января 2019 Мужчины: 10 км | 1. Екатерина Мошкова 22:22.5 (1+0) 2. Кристина Резцова +17.2 (0+2) 3. Тамара Воронина +37.3 (1+1) 4. Кристина Смирнова +42.3 (2) 5. Елизавета Каплина +43.2 (3) 6. Людмила Улыбина +1:13.2 (1) Финишный протокол | 1. Максим Буртасов 26:37.6 (0+1) 2. Александр Дедюхин +20.1 (0+0) 3. Вадим Филимонов +22.5 (0+1) 4. Иван Томилов +24.4 (1) 5. Александр Бектуганов +27.7 (0) 6. Алексей Чулев +45.7 (0) Финишный протокол |

### 6-й этап —Тюмень(19 февраля 2019 года)
| Гонка                                                                       | Женщины | Мужчины |
| Спринт 1. 19 февраля 2019 Женщины: 7,5 км 2. 19 февраля 2019 Мужчины: 10 км | 1. Екатерина Мошкова 22:24.5 (0+1) 2. Кристина Резцова +3.1 (0+2) 3. Екатерина Щепанская +13.2 (0+1) 4. Ольга Дмитриева +13.9 (2) 5. Алина Клевцова +20.4 (1) 6. Кристина Смирнова +22.7 (1) Финишный протокол | 1. Пётр Пащенко 25:51.3 (0+1) 2. / Игорь Малиновский +10.5 (0+0) 3. Алексей Корнев +32.9 (0+1) 4. Вадим Филимонов +39.5 (1) 5. Кирилл Стрельцов +40.1 (1) 6. Василий Томшин +40.5 (0) Финишный протокол |

### 7-й этап —Уфа(9 — 10 марта 2019 года)
| Гонка                                                                                 | Женщины | Мужчины |
| Спринт 1. 9 марта 2019 Женщины: 7,5 км 2. 9 марта 2019 Мужчины: 10 км                 | 1. Екатерина Аввакумова 23:58.5 (0+1) 2. Анастасия Евсюнина +7.9 (0+1) 3. Лейсан Бикташева +16.1 (1+2) 4. / Александра Алексешникова +40.4 (1) 5. Галина Нечкасова +50.2 (1) 6. Ольга Дмитриева +1:18.6 (2) Финишный протокол                         | 1. Евгений Идинов 25:03.1 (0+1) 2. Александр Жирный +13.9 (0+1) =3. Семён Бей +29.3 (0+0) =3. Илья Машуков +29.3 (0+3) 5. Анатолий Оськин +45.5 (2) 6. Юрий Шопин +48.9 (3) Финишный протокол                   |
| Гонка преследования 1. 10 марта 2019 Женщины: 10 км 2. 10 марта 2019 Мужчины: 12,5 км | 1. Лейсан Бикташева 39:09.5 (1+0+1+1) 2. Анастасия Евсюнина +1:33.4 (0+0+1+2) 3. Екатерина Аввакумова +1:42.2 (1+0+1+0) 4. Екатерина Глазырина +2:28.4 (2) 5. Ольга Дмитриева +4:16.4 (5) 6. / Александра Алексешникова +4:59.2 (6) Финишный протокол | 1. Юрий Шопин 38:45.7 (0+0+2+3) 2. Илья Машуков +24.1 (0+0+2+3) 3. Алексей Слепов +52.7 (1+0+2+2) 4. Евгений Идинов +1:28.3 (3) 5. / Сергей Максимцов +1:32.6 (4) 6. Игорь Шетько +1:44.1 (3) Финишный протокол |

## Общий зачёт Кубка России
| №  | Спортсмен           | Очки |
| -- | ------------------- | ---- |
| 1  | Тамара Воронина     | 682  |
| 2  | Кристина Резцова    | 535  |
| 3  | Кристина Смирнова   | 528  |
| 4  | Юлия Дроздова       | 515  |
| 5  | Людмила Улыбина     | 500  |
| 6  | Елизавета Каплина   | 492  |
| 7  | Елена Чиркова       | 470  |
| 8  | Ольга Дмитриева     | 461  |
| 9  | Маргарита Васильева | 454  |
| 10 | Лейсан Бикташева    | 432  |

| №  | Спортсмен        | Очки |
| -- | ---------------- | ---- |
| 1  | Максим Буртасов  | 736  |
| 2  | Вадим Филимонов  | 670  |
| 3  | Владимир Семаков | 571  |
| 4  | Дмитрий Иванов   | 560  |
| 5  | Иван Томилов     | 510  |
| 6  | Дмитрий Абашев   | 473  |
| 7  | Антон Свотин     | 445  |
| 8  | Семён Сучилов    | 434  |
| 9  | Алексей Корнев   | 424  |
| 10 | Юрий Шопин       | 408  |